# Les anarchistes (grup)
Les anarchistes és un grup musical italià que van fundar l'any 2001 Nicola Toscano i Max Guerrero, amb altres músics i cantants de la Toscana, especialment de la ciutat de Carrara, una ciutat amb la notable tradició anarquista.

## Història
El nom del grup fa referència a una cançó del cantant francès Léo Ferré.
El repertori del grup està marcat per aquesta declaració anarquista i, per tant, per un nou acostament a les cançons populars que formen part de la tradició anarquista local, nacional i internacional. Per això, entre les seues cançons trobem una versió en espanyol de la Warszawianka. O una versió en català de la cançó de Lluís Llach, L'estaca.
Des de la seua aparició, el 2002 amb el seu disc Figli di origine oscura (Fills d'origen obscur) Les anarchistes s'ha imposat com una de les millors novetats del panorama musical italià. Aquell mateix any, posem per cas, van aconseguir el premi Ciampi al millor àlbum de debut. I van fer un bon nombre de concerts.
L'any 2005 van publicar La música nelle strade! (La música als carrers!), fet parcialment a la presó de Volterra amb la Compagnia della Fortezza, dirigida per Armando Punzo. L'àlbum anava acompanyat d'un fullet escrit per Marco Rovelli que portava com a títol "La musica nelle strade. Canti di libertà nell'era della biotpolitica" (La música als carrers. Cants de llibertat en l'era de la biopolítica). S'hi recull en forma d'assaig filosòfic el recorregut conceptual de l'àlbum, en el qual els llocs reclusió fan de metàfora de la societat a hores d'ara. A la mateixa presó de Volterra, es va realitzar el videoclip d'un dels temes del disc Muss es sein, Music! basat també en un fragment de Léo Ferré Muss Es Sein? Es Muss Sein!, dirigit per Antonia Moro.
L'any 2008, després d'uns canvis en la formació —entre els quals cal assenyalar l'abandó de Marco Rovelli— apareix el seu tercer àlbum, Pietro Gori, un tribut al poeta i pensador anarquista autor de cançons com ara Addio Lugano.

## Components actuals
- Alessandro Danelli, cantant
- Cristina Alioto, cantant
- Nicola Toscano, guitarra
- Max Guerrero, teclats, programació, grooves
- Mauro Avanzini, saxo i flauta
- Lauro Rossi, trombó
- Pietro Bertilorenzi, baix
- Mirko Sabatini, bateria
- Zita Petho, violí